# Fünfzehn neue DAF Lieder
Fünfzehn neue DAF Lieder (Quinze noves cançons de DAF) és el nom del vuitè àlbum (el setè de material nou) del grup de música electrònica Deutsch-Amerikanische Freundschaft. Aparegué al mes de febrer de l'any 2003.
Moltes coses havien passat als membres de DAF entre 1988 (l'any de l'edició del seu anterior àlbum, la recopilació Best of DAF) i el 2003. Görl enregistrà tres discos més en solitari: "Psychotherapie" (1994), "Watch the great copycat" (1996) i "Sexdrops" (1998); posteriorment patí un greu accident automobilístic i es retirà a Tailàndia, convertit al budisme. Per la seva part, Gabi Delgado publicà nou material, amb els pseudònims Delkom i DAF/DOS (en tots dos casos, amb la seva companya sentimental), i actuà en diverses ocasions com a DJ.
Ja el 1999 s'havien iniciat converses entre Delgado i Görl per concretar el retorn de DAF, però no fou fins al 2002 que els dos membres tornaren a l'estudi per enregistrar un nou disc, que aparegué al mes de febrer del 2003. "Fünfzehn neue DAF Lieder" actualitza el so de DAF, aquesta vegada sense la bateria de Görl, però encara ben orientat cap al ball, amb ritmes propers al dance i a l'EBM que, amb la seva influència, havien contribuït a crear. Les lletres de Delgado tornen a incidir en els temes que havia tractat durant l'època de més esplendor de DAF (sexe i política). El senzill de presentació del disc fou "Der Sheriff", aparegut poc després de la invasió nord-americana de l'Iraq.

## Temes
1. Der Sheriff [Anti-Amerikanisches Lied] (El Sheriff [Cançó anti-americana]) - 3:46
2. Ich bin tot [Romantisches Lied] (Estic mort [Cançó romàntica]) - 5:04
3. Du bewegst dich [Tanzlied] (Et mous [Cançó de ball]) - 4:22
4. Kinderzimmer [Heldenlied] (L'habitació dels nens [Cançó d'herois]) - 3:38
5. Rock hoch [Sexlied] (Amunt la faldilla [Cançó sexual]) - 4:27
6. Mira cómo se menea [Spanisches Lied] (Mira com es belluga [Cançó espanyola]) - 3:59
7. Satellit [Weltraumlied] (Satèl·lit [Cançó de l'univers]) - 4:49
8. Moschino, Heckler und Koch [Ganovenlied] (Moschino, Heckler i Koch [Cançó d'estafadors]) - 2:58
9. Seltsame Freunde [Kriegslied] (Amics estranys [Cançó de guerra]) - 4:11
10. Algorithmus [Zahlenlied] (Algorisme [Cançó de xifres]) - 4:03
11. Der Präsident [Erste Welt Lied] (El president [Cançó del primer món]) - 4:07
12. Liebeszimmer [Hexenlied] (La cambra de l'amor [Cançó de bruixes]) - 6:00
13. Komm in meine Welt [Liebeslied] (Vine al meu món [Cançó d'amor]) - 5:10
14. Die Lüge [Wahrheitslied] (La mentida [Cançó de la veritat]) - 4:06
15. Ich bin morgen wieder da [Abschiedslied] (Demà torno a ser aquí [Cançó de comiat]) - 9:03

## Dades
- DAF són Gabi Delgado-López i Robert Görl.
- Lletres: G.Delgado-López; música: R. Görl, excepte "Du bewegst dich" (Lletra i música de G. Delgado-López).
- Enregistrat i mesclat als estudis Jetstream Studio (Berlín) entre setembre i octubre del 2002 per Matthias Schaaf, DJ Jauche, Robert Görl i Gabi Delgado-López.
- Interpretat i produït per Robert Görl i Gabi Delgado-López. Instrumentació addicional: Bo Koundaren, als estudis Catyx Studios (Berlín).
- Fotografies: Robin. Disseny de portada: Stadion Works.
- Temes publicats per Emi Musikverlag, Edition Zeitsprung.